# Crotalus triseriatus
La serpiente de cascabel transvolcánica (Crotalus triseriatus) es una serpiente venenosa que habita en México. Se reconocen dos subespecies. El macho adulto comúnmente alcanza hasta 68 cm y las hembras son un poco más pequeñas. La especie C. triseriatus se encuentra en México a lo largo del eje Volcánico Transversal. en el borde sur de la Altiplanicie mexicana incluyendo los estados de Jalisco, México, Michoacán, Morelos, Nayarit, Puebla, Tlaxcala y Veracruz. La localidad tipo dada por Wagler en 1830 es México. Una restricción a "Alvarez, San Luis Potosí, México" se propuso por Herrero de S.M. y Taylor (1950).

## Hábitat
Crotalus triseriatus habita en bosques de pino-encino bosque de coníferas, y pastizales. En Volcán Orizaba,  se ha encontrado hasta los 4572 metros de altitud. Es más común en 2,700 a 3,350 metros de elevación.

## Estado de conservación
La especie C. triseriatus Está clasificado en el estatus de Menos Preocupación en la lista roja de la IUCN (v3.1, 2001). Esto se debe a su amplia distribución lo cual hace pensar que existe una población grande. La tendencia de población era estable cuándo se evaluó en 2007.

## Alimentación
Las presas incluyen ranas, roedores (Neotomodon alstoni), lagartos, otros mamíferos pequeños, chapulines, y salamandras.

## Veneno
Los síntomas de la mordida de C. triseriatus incluyen: dolor intenso, hinchazón, desmayos, y transpiración fría.

## Subespecies
C. t. armstrongi Campbell, 1979. México: Jalisco y Nayarit
C. t. triseriatus (Wagler, 1830). México: Michoacán, Morelos, México, Puebla, Tlaxcala y Veracruz

## Etimología
El nombre nombre subespecífico armstrongi es en honor del herpetólogo Barry L. Armstrong.

## Taxonomía
En el pasado relativamente reciente, dos subespecie adicionales se describieron:
- C. t. anahuacus Gloyd, 1940, actualmente considerado como sinónimo de C. t. triseriatus
- C. t. quadrangularis Harris & Simmons, 1978 & Harris & Simmons, 1978, 1978 - actualmente considerado como sinónimo de C. aquilus